# T001
フルチェンケータイ T001（フルチェンケータイ てぃーぜろぜろいち）は、東芝、および東芝モバイルコミュニケーション社（現・FCNT）によって開発された、auブランドを展開するKDDIおよび沖縄セルラー電話のCDMA 1X WIN対応音声用端末である。製造型番はTS001（てぃーえす ぜろぜろいち）。

## 概要
W61Tの後継機種。フルチェンケータイの第2弾にあたる機種であり、東芝製端末としては初の顔検出オートフォーカスに対応した515万画素カメラを搭載し、更にフルチェンケータイ reと異なりBluetoothにも対応する。また、au向けの東芝製端末では、2007年夏のW54T以来となるワイドVGA（ただし、Visual WVGAとして）が使われている。

ちなみに、電池パックはW61T、T002と同じ物（61TSUAA）を使用している。

## 歴史
- 2008年（平成20年）12月19日 - テュフ・ラインランド・ジャパンより設計認証。
- 2009年（平成21年）1月29日 - KDDI、および東芝より公式発表。
- 2009年2月13日 - 関東地区を除く全国にて一斉発売。
- 2009年2月14日 - 関東地区にて発売。
- 2009年8月 - 販売終了。
- 2012年（平成24年）7月22日 - L800MHz（旧800MHz帯・CDMA Banclass 3）帯エリアによる音声・通信サービスの停波によりそれ以降はN800MHz（新800MHz帯・CDMA Bandclass 0 Subclass 2）帯エリアおよび2GHz（CDMA Bandclass 6）帯エリアの各音声・通信サービスで利用する事となる。
- 2022年3月31日 - 同キャリアにおける3Gサービスの完全終了・停波により、当機種は全て使用不可となる[3][4]。

## 主な機能・サービス
| 主な機能・対応サービス                                                                                                | 主な機能・対応サービス           | 主な機能・対応サービス                                                | 主な機能・対応サービス   |
| --- | -------------------------------- | --------------------------------------------------------------------- | ------------------------ |
| au LISTEN MOBILE SERVICE (EZ「着うたフル」) (EZ「着うたフルプラス」) (LISMOビデオクリップ) (LISMO Video) (LISMO Book) | EZケータイアレンジ               | バーコードリーダー&メーカー                                           | PCサイトビューアー       |
| au BOX | ワイヤレスミュージック           | au Smart Sports Run & Walk Karada Manager カロリーカウンター          | EZナビウォーク           |
| EZ助手席ナビ | 安心ナビ                         | 災害時ナビ                                                            | ナカチェン               |
| EZアプリ FullGame! Bluetooth対戦                                                                                      | EZアプリ(BREW)                   | オープンアプリプレイヤー                                              | PCドキュメントビューアー |
| アレンジメニュー | au oneガジェット                 | じぶん銀行アプリ                                                      | EZ・FM                   |
| EZチャンネル EZチャンネルプラス EZニュースフラッシュ                                                                  | Touch Message                    | EZFeliCa                                                              | ケータイ de PCメール     |
| デコレーションメール                                                                                                  | デコレーションアニメ             | au one メール                                                         | 緊急通報位置通知         |
| ワンセグ | グローバルパスポート (CDMA・GSM) | 赤外線通信 (IrDA) auフェムトセル (別途、ケータイアップデートにて対応) | Bluetooth                |

## 不具合および新機能の追加
2009年5月14日に以下の不具合の修正がケータイアップデートにより行われた。
- EZwebで情報量が多いサイトなど特定のサイトを利用中に電源のリセットやキー操作を受付けない。

2010年6月30日に以下の新機能の追加がケータイアップデートにより行われた。
- 宅内用小型基地局「auフェムトセル」に対応した。

※これと同様、本機をベースとしたiida Art Editions YAYOI KUSAMAシリーズ3機種（ドッツ・オブセッション、 水玉で幸福いっぱい(TSX01)／宇宙へ行くときのハンドバッグ(TSX02)
／私の犬のリンリン(TSX03)）も宅内用小型基地局「auフェムトセル」に対応した。